# Concistori di papa Adriano IV

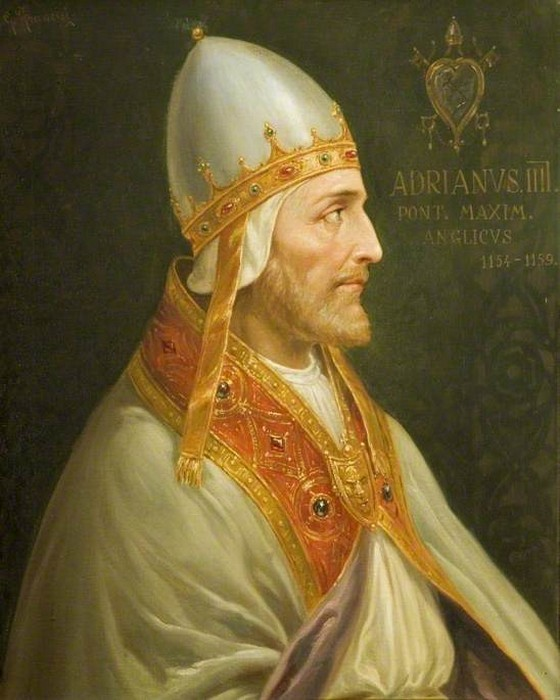
Papa Adriano IV

Questa voce raccoglie l'elenco completo dei concistori per la creazione di nuovi cardinali presieduti da papa Adriano IV, con l'indicazione di tutti i cardinali creati di cui si hanno informazioni documentarie (22 nuovi cardinali in 3 concistori). I nomi sono posti in ordine di creazione.

## Dicembre 1155 (I)
- Ubaldo, creato cardinale presbitero di San Lorenzo in Lucina; † giugno 1157
- Giovanni Pizzuti, Can.Reg. St. Victor (Parigi), creato cardinale diacono di Santa Maria Nuova; † ca. 1182
- Giovanni, creato cardinale diacono (diaconia ignota); † circa 1180.
- Boso Breakspear, O.S.B., nipote di Sua Santità; creato cardinale diacono dei Santi Cosma e Damiano; † nell'autunno del 1181.
- Ardicio Rivoltella, creato cardinale diacono di San Teodoro; † 1186.
- Bonadies de Bonadie, creato cardinale diacono di Sant'Angelo in Pescheria; † 1165
- Alberto Sartori di Morra, Can.Reg.Prem. di St. Martin (Laon); creato cardinale diacono di Sant'Adriano al Foro; eletto papa Gregorio VIII il 21 ottobre 1187; morto nel dicembre dello stesso anno
- Guglielmo Matengo, O.Cist., creato cardinale diacono di Santa Maria in Via Lata; † nel gennaio 1178.
- Guido, creato cardinale diacono di Santa Maria in Aquiro; † circa 1158.

## Febbraio-marzo 1158 (II)
- Cinzio Papareschi, creato cardinale diacono di Sant'Adriano al Foro; † verso giugno 1182
- Pietro di Miso, creato cardinale diacono di Sant'Eustachio; † dopo luglio 1182
- Raymond des Arènes, creato cardinale diacono di Santa Maria in Via Lata; † circa 1176.
- Giovanni Conti, creato cardinale diacono di Santa Maria in Portico Octaviae; † dopo marzo 1196.
- Simone, O.S.B., abate di Subiaco, creato cardinale diacono di Santa Maria in Domnica; † dopo novembre 1183

## Febbraio 1159 (III)
- Gualterio, creato cardinale vescovo di Albano; † 1178 o all'inizio del 1179.
- Pietro, creato cardinale presbitero di Santa Cecilia
- Jacopo, creato cardinale presbitero (titolo ignoto); † prima del 1181
- Gerardo, creato cardinale presbitero di Santa Pudenziana; † ca. 1164
- Uberto, creato cardinale presbitero di Santa Prisca; † prima del 1180
- Gregorio, creato cardinale diacono (diaconia ignota)
- Guido, creato cardinale diacono di Santa Maria in Aquiro; † verso luglio 1161
- Romano, creato cardinale diacono di Santa Lucia in Septisolio

## Fonti
- (EN) Current and historical information about the Bishops and Dioceses of the Catholic Hierarchy around the world, su catholic-hierarchy.org.
- (EN) Salvador Miranda, Adrian IV, su fiu.edu – The Cardinals of the Holy Roman Church, Florida International University. URL consultato il 27 luglio 2015.